# Prism (ClariSの曲)
「Prism」（プリズム）は、ClariSの楽曲。13枚目のシングルとして2015年11月25日にSME Recordsから発売された。

## 概要
前作「アネモネ」から約4か月ぶりのリリースとなる。表題曲は生誕40周年を迎えたサンリオのキャラクター「リトルツインスターズ」とデビュー5周年のClariSとのダブルアニバーサリーコラボレーション楽曲となっている。
販売形態は完全生産限定盤（SECL-1826/1828）・通常盤（SECL-1829）の2種リリースで、完全生産限定盤は絵本仕様ジャケットに加え、表題曲のPVを収録したDVDが同梱されている。

## シングル収録内容
| #         | タイトル                | 作詞・作曲・編曲 | 時間  |
| --------- | ----------------------- | ---------------- | ----- |
| 1.        | 「Prism」               | 重永亮介         | 4:35  |
| 2.        | 「SECRET」              | 丸山真由子       | 4:30  |
| 3.        | 「セピア」              | KOH              | 4:45  |
| 4.        | 「Prism」(Instrumental) |                  | 4:35  |
| 合計時間: | 合計時間:               | 合計時間:        | 18:25 |

| #  | タイトル               | 作詞 | 作曲・編曲 |
| -- | ---------------------- | ---- | ---------- |
| 1. | 「Prism」(Music Video) |      |            |

## 収録アルバム
| 曲名  | 発売日        | アルバム     |
| ----- | ------------- | ------------ |
| Prism | 2017年1月25日 | Fairy Castle |